# West Air Sweden
West Air Sweden, работающая под торговой маркой West Atlantic, — шведская грузовая авиакомпания со штаб-квартирой в Гётеборге. Она выполняет регулярные и чартерные перевозки для FedEx, DHL, TNT и UPS. Она также выполняет по контракту почтовые перевозки 6 ночей в неделю для почты Швеции. Основными базами являются аэропорты Lidköping-Hovby Airport (код IATA — LDK) и Мальмё-Стуруп (код IATA — MMX). Имеет дочернюю люксембургскую авиакомпанию West Air Luxembourg.
В октябре 2008 было сообщено, что авиакомпания может слиться с британской грузовой авиакомпанией Atlantic Airlines для создания новой авиакомпании West Atlantic со штаб-квартирой в Швеции.

## История
Авиакомпания была основана в 1955 году как LBF-Eda Varken, функционировала как воздушное такси. В 1982 году переименована в Abal Air, а в 1992 году — в West Air Sweden. В мае 1997 года она превратилась в грузовую авиакомпанию после прекращения регулярных пассажирских перевозок. 
В январе 2016 один из Bombardier CRJ200 принадлежавших компании потерпел крушение близ Аккаяуре. Оба пилота погибли

## Флот
Флот West Air Sweden состоит из следующих самолётов (на ноябрь 2009 года):

## Внешние ссылки
- West Air Sweden